# Hypocreomycetidae
Hypocreomycetidae  (лат.) — подкласс сумчатых грибов из класса Sordariomycetes. Обычно плодовые тела представителей — перитеции, окрашенные в светлые тона. В гимении у большинства видов отсутствуют настоящие парафизы.